# Loài thiếu dữ liệu
Loài thiếu dữ liệu (ký hiệu của IUCN: DD) là một nhóm các loài sinh vật không biết rõ theo phân loại của IUCN. Nhóm này có hoặc không thỏa các tiêu chí như loài nguy cấp (EN), loài sắp bị đe dọa (NT), hoặc trước năm 2001 là phụ thuộc bảo tồn. Hiện có nhiều loài thuộc nhóm thiếu dữ liệu
Các loài không thể xếp vào nhóm thiếu dữ liệu khi tình trạng số cá thể của chúng đã được đánh giá, tức là có đủ thông tin cần thiết để đánh giá trực tiếp hoặc gián tiếp về nguy cơ tuyệt chủng của chúng dựa trên sự phân bố và hiện trang cá thể trong loài.
Từ năm 2001, thể loại này được viết tắt là "DD" (theo IUCN 2001 Categories & Criteria - phiên bản 3.1).[1] Tuy nhiên, các loài thuộc nhóm DD trong cơ sở dữ liệu của IUCN sử dụng mã "LR/lc", tức là chúng không được đánh giá lại kể từ năm 2000. Vì trước năm 2001 "loài ít quan tâm" là một thể loại con của "Lower Risk" và có ký hiệu là "LR/lc" hay (lc).
Loài "thiếu dữ liệu" không được xem xét trong thể loại sách đỏ theo IUCN. Số lượng động vật trong nhóm này không thể biết rõ số lượng.

### Các phân loại tương tự
COSEWIC có thể xếp các loài này vào nhóm không bị de dọa (Not At Risk - NAR) khi chúng được đánh giá là không bị đe dọa tuyệt chủng trong một số trường hợp.
NatureServe conservation status sử dụng các xếp hạng An toàn (G5) đối với các loài "an toàn, phong phú và phân bố rộng rãi" có số cá thể ổn định
WWF sử dụng "ổn định tương đối/nguyên vẹn tương đối" (DD) để chỉ hiện trạng ít quan tâm đối với các vùng sinh thái.